# Kunhardtia
Kunhardtia là một chi thực vật có hoa trong họ Rapateaceae.